# 日本報道写真連盟
日本報道写真連盟（にほんほうどうしゃしんれんめい）は、写真愛好家による写真記録を報道等に活用し、相互の親睦、技術の研究や交流を図る団体。略称は日報連。

## 沿革
1951年11月3日、創立。同年4月24日の桜木町事故の現場に居合わせたアマチュアカメラマンが撮影した写真が毎日新聞に掲載されて、特ダネとなったことをきっかけに、毎日新聞社によって設立された。当時の理事に土門拳、木村伊兵衛、渡辺義雄らが顔を揃えた。
1967年、日本写真協会功労賞受賞。
2021年3月31日解散。

## 組織の構成
- 各支部
  - 東日本本部 毎日新聞東京本社内
  - 関西本部 毎日新聞大阪本社内
  - 西部本部 毎日新聞西部本社内
  - 中部本部 毎日新聞中部本社内
  - 北海道本部 毎日新聞北海道支社内
  - ネット支部[1]

## 事業
- 月刊の会報……『報道写真 My Shooting』
- 写真コンテスト……毎日写真コンテスト、日報連ベスト10コンクールの他に、撮影会に付随するコンテストなど[4]
- 全国交流撮影会

## 注
1. 1 2  “日報連とは”.   日本報道写真連盟. 2016年9月17日時点のオリジナルよりアーカイブ。2023年10月30日閲覧。
2. ↑  過去の受賞者一覧日本写真協会サイト内
3. ↑  “日本報道写真連盟は2021年3月末日をもって解散いたしました。”.   日本報道写真連盟 (2021年3月31日). 2021年4月11日時点のオリジナルよりアーカイブ。2023年10月30日閲覧。
4. ↑  “コンテスト”.   日本報道写真連盟. 2021年4月11日時点のオリジナルよりアーカイブ。2023年10月30日閲覧。